# Solana (Floride)
Pour les articles homonymes, voir Solana.
Solana est une census-designated place du comté de Charlotte, dans l'État de Floride, aux États-Unis,. En 2020, elle compte une population de 671 habitants.